# وادي لغرة
وادي لغرة (بضم اللام) هو واد في سراة بلاد بلقرن في محافظة بلقرن شرقي قرى الحرجة على بعد عشرة أكيال بينها وبين قرى طلالا، وبه عين ماء تسمى الناخط.